# Emilie Lasserre
Emilie Lasserre (Genève, 3 december 1849 - aldaar, 26 juli 1927) was een Zwitserse feministe, pianiste en componiste.

## Biografie
Emilie Lasserre was een dochter van Henri Lasserre, een advocaat, en van Pernette-Elisabeth Lombard. Ze groeide op in een rijke familie en zou gaan rentenieren na het overlijden van haar ouders. Ze was een overtuigde feministe, was nauw verbonden met Emma Pieczynska-Reichenbach en stond kritisch tegenover het instituut van het huwelijk. In 1891 was ze medeoprichtster van de Union des femmes de Genève, een van de eerste progressieve vrouwenorganisaties, waarvan ze van 1891 tot 1894 vicevoorzitster was en vanaf 1894 tot 1898 voorzitster. In 1898 werd ze als voorzitster opgevolgd door Camille Vidart. Daarna bleef ze nog actief in deze organisatie, maar zou ze zich later terugtrekken om gezondheidsredenen. Ze was ook actief als pianiste en componiste.